# Metacirolana ponsi
Metacirolana ponsi är en kräftdjursart som beskrevs av Damià Jaume och Mauricio Garcia 1992. Metacirolana ponsi ingår i släktet Metacirolana och familjen Cirolanidae. Inga underarter finns listade i Catalogue of Life.